# ムィシュクフ郡
ムィシュクフ郡（ムィシュクフぐん、ポーランド語:powiat myszkowski）は、南ポーランドのシロンスク県にある地方自治体。1998年の地方行政区画再編の結果、1999年1月1日に誕生した。郡都で最大の町はムィシュクフでありカトヴィツェの北西44kmに位置する。ムィシュクフ郡には他に2つの町が存在する。
郡は478.62km2の面積がある。2006年の統計で、郡全体の人口が71,619人である。

## 近隣の郡
北部はチェンストホーヴァ郡、南東部はザヴィエルチェ郡、南部はベンジン郡、西部はタルノフスキェ・グルィ郡、ルブリニェツ郡に接している。

## 下位自治体
郡は5つの下位自治体（グミナ）に分割される。（1つの都市、2つの田園都市、2つの田舎）なお、人口順に並べてある。
| 名称                     | 種類     | 面積 (km2) | 人口 (2019年) | 中心地           |
| ムィシュクフ             | 都市     | 72.7       | 31,650        |                  |
| グミナ・コジエグウォヴィ | 田園都市 | 159.2      | 14,319        | コジエグウォヴィ |
| グミナ・ポライ           | 田舎     | 58.5       | 10,902        | ポライ           |
| グミナ・ジャルキ         | 田園都市 | 100.7      | 8,446         | ジャルキ         |
| グミナ・ニェゴヴァ       | 田舎     | 87.6       | 5,642         | ニェゴヴァ       |